# Dicranomyia (Dicranomyia) calliergon
Dicranomyia (Dicranomyia) calliergon is een tweevleugelige uit de familie steltmuggen (Limoniidae). De soort komt voor in het Neotropisch gebied.